# Victoria Ljungberg
Victoria Ljungberg, född 25 oktober 1971, är en svensk före detta friidrottare (sprinter) som tävlade för klubben IFK Lidingö.

## Personliga rekord
- 100 meter - 11,69 (Karlstad 3 augusti 1990)
- 200 meter - 24,03 (Gävle 13 augusti 1989)